# Magione (architettura)

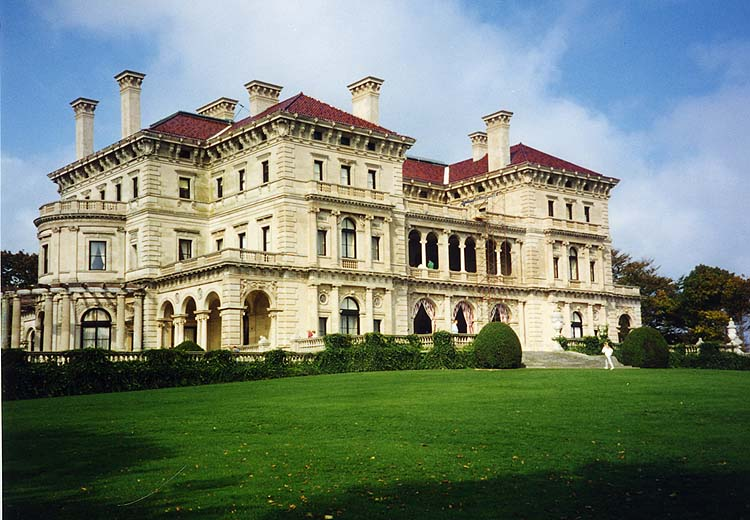
The Breakers, a Newport, Rhode Island, magione del XIX secolo degli Stati Uniti d'America

Una magióne è, propriamente, una grande dimora, presente nelle estese proprietà rurali nobiliari.Da questa forma tipicamente francese il termine passerà ad indicare, soprattutto in Italiano colloquiale,  la casa d'abitazione tout court, designata in tono poetico e scherzosamente  arcaizzante.  Storicamente si diffuse insieme all’affermazione della classe sociale che corrisponderà  alla gentry nella cultura inglese.

## Etimologia
Il termine "maison", attraverso la lingua d'oïl, deriva dal latino manere ("rimanere", una derivazione da manere "rimanere" o "stare"), così come il maniero che ne costituisce l'antecedente storico più vicino. 
Già nell'Impero romano, del resto, una mansio  ( cfr. manso) era un'area ufficiale di sosta su una strada consolare, o via, presso la quale era ubicata una villa nella quale venivano ospitati dignitari e alti ufficiali in viaggio fra le varie province. 

## Storia
In passato, nella società della borghesia europea, era di moda passare da una ad un'altra casa di campagna, soggiornando periodicamente nella casa di città. In questo modo, poco alla volta, le non fortificate case di campagna finirono per soppiantare i castelli e la moderna mansion cominciò ad evolversi.
Nel XVI secolo si ha un primo sviluppo delle mansion, ovvero di case non fortificate, dalle linee eleganti e snelle, circondate da giardini, parchi e sentieri per le passeggiate. Questa fu l'era in cui fiorì l'architettura rinascimentale. In Inghilterra un classico esempio di transizione è la Hatfield House. In Italia, culla del Rinascimento, classici esempi possono essere considerati le ville come Villa Farnese e Villa Giulia.
L'uso di questi edifici era equivalente a quello delle ville romane. Era di vitale importanza per le persone importanti, e le loro famiglie, tenersi in contatto con le famiglie di parenti e amici. In tempi di rivoluzione successe poi il contrario. Ai tempi della rivoluzione francese, la Francia vide sparire la maggior parte delle case di campagna, incendiate dai rivoluzionari in quanto simbolo dell'Ancien régime.
Nelle ville italiane il numero dei servi era assai alto ancora nel XIX secolo, quando era difficile che un marchese conoscesse il numero esatto dei suoi servitori; intere famiglie di servitori abitavano nelle cantine e nelle soffitte di queste ville.
Molte mansion europee erano poi al centro di grandi proprietà terriere nelle quali erano costruite le case dei contadini.

### Nelle Isole britanniche
La casa di campagna inglese, con il significato che assume nella lingua anglosassone, è una particolare tipologia di magione.
Il giro delle visite e dei ricevimenti era una parte fondamentale del modo di vivere della società del tempo, così come viene ben descritto nei romanzi di Jane Austen. Anche le più complesse questioni di Stato venivano spesso discusse in queste riunioni informali.
Fino alla seconda guerra mondiale non era insolito per una mansion di moderata grandezza, in Inghilterra, avere almeno 20 dipendenti, fra cameriere, cuoche, cocchieri e giardinieri, mentre nelle residenze di duchi e principi si superavano ampiamente queste cifre.
Come era stato in Francia - dove le ville nobiliari erano sempre vicine ad un villaggio, corredato della sua chiesa, dove risiedevano i contadini - anche in Gran Bretagna le grandi proprietà - come quella della Woburn Abbey - erano sempre collegate a numerosi villaggi.

## Gli sviluppi del XIX secolo

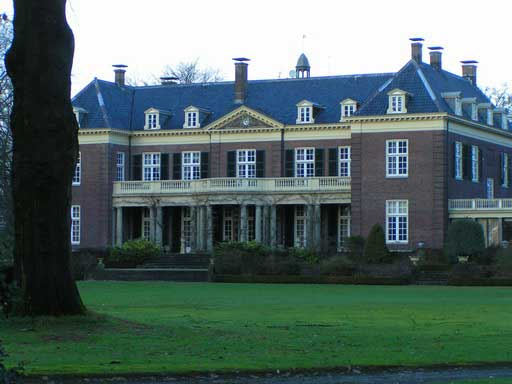
Una magione vicino Almelo nei Paesi Bassi.

Nel XIX secolo, particolarmente negli Stati Uniti, si sviluppò un nuovo tipo di mansion, spesso di dimensioni più piccole di quelle europee. Un chiaro esempio è costituito da The Breakers nel Rhode Island.
In quell'epoca, la Fifth Avenue a New York era fiancheggiata da numerose mansion, disegnate dai più importanti architetti dell'epoca, realizzate in stile neogotico. Erano di proprietà di quelle famiglie che avevano realizzato le loro fortune nel campo della ormai sviluppata industria e realizzavano così le loro aspirazioni di una vita agiata. Oggi quelle dimore sono state demolite per far posto a selve di grattacieli, ma a suo tempo la Fifth Avenue poteva rivaleggiare in eleganza con le più rinomate strade di città come Londra, Parigi o Roma. L'unico esempio ancora rimasto è la villa in cui è ubicato il museo Frick Collection, appartenuta all'industriale dell'acciaio Henry Clay Frick.

## Nella cultura di massa
Esempi di mansions inglesi oggetto di set cinematografici, con un ruolo decisivo nel rievocare un ambiente sociale, sono riscontrabili:
- nella casa dello "Squire" in Il grano è verde;
- nella casa Darlington di Quel che resta del giorno;
- nella casa McCordle di Gosford Park;
- nella tenuta di campagna del conte di Grantham, in Downton Abbey.